# Stelletta inermis
Stelletta inermis är en svampdjursart som först beskrevs av Topsent 1904.  Stelletta inermis ingår i släktet Stelletta och familjen Ancorinidae. Inga underarter finns listade i Catalogue of Life.